# 貝洛伊特 (愛荷華州)
貝洛伊特（英語：Beloit）是位於美國愛荷華州萊昂縣的一個非建制地區。該地的面積和人口皆未知。

## 地理
貝洛伊特所處的海拔為高於海平面379米（即1243英呎），而該地所採用的時區為UTC-6，即北美中部時區（CST）。同時該地設有夏令時間，為UTC-6調快一小時，即UTC-5（CDT）。